# Bergmannstraße (Bad Kissingen)
Die Schloßstraße befindet sich in Bad Kissingen, der Großen Kreisstadt des unterfränkischen Landkreises Bad Kissingen und beherbergt mehrere Baudenkmäler des Ortes.

## Geschichte
Die Bergmannstraße war ursprünglich Teil der Ausfallstraße in den heutigen Stadtteil Reiterswiesen. Vor dem Bau der Prinzregentenstraße in der Mitte des 19. Jahrhunderts war diese Ausfallstraße über die Schloßstraße an die Kurhausstraße (heute: Am Kurgarten) angebunden.
| Foto | Adresse             | Anmerkung                |
| ---- | ------------------- | ------------------------ |
|      | Bergmannstraße 3    | Villa, 1885              |
|      | Nähe Bergmannstraße | Jüdischer Friedhof, 1817 |